# جبهه ملی ایران
جبهه ملی ایران که به اختصار جبهه ملی نیز خوانده می‌شود سازمان سیاسی ملی‌گرای سکولار، دموکرات و جمهوری‌خواه فعال در ایران است، که در حال حاضر تحت رهبری سید حسین موسویان فعالیت می‌کند. جبهه ملی شامل سازمانها، احزاب (حزب ایران، حزب مردم ایران، حزب سوسیال دموکرات و لاییک ایران) و افراد منفرد است.
جبهه ملی ایران در سال ۱۳۲۸ توسط سیاستمدارانی از جمله محمد مصدق، حسین فاطمی و کریم سنجابی تأسیس شد و به پیشنهاد حسین فاطمی، ملی شدن صنعت نفت ایران را مطرح کرد. دکتر مصدق در کتاب خاطرات خود می‌گوید: «پیشنهاد ملی‌شدن صنعت نفت در سراسر کشور ابتکار حسین فاطمی بود… با پیشنهاد و نظریات وی موافقت نمودم و قرار شد که ایشان پیشنهاد خود را در جلسه نمایندگان جبهه ملی بدهند و ببینم نظر دیگران چیست. در جلسه‌ای که در خانه آقای نریمان تشکیل شد، حسین فاطمی پیشنهاد خود را مطرح [کرد] و تصویب شد.» در ۲۹ اسفند ۱۳۲۹ ملی شدن صنعت نفت مراحل نهایی تصویب خود را طی کرد و در اردیبهشت ۱۳۳۰، محمد مصدق تشکیل دولت داد و هیئتی را به ریاست مهدی بازرگان برای اجرای ملی شدن نفت راهی شرکت نفت کرد. مصدق در زمان دولت خود تا حد امکان تلاش کرد تا قدرت محمدرضا  پهلوی را کاهش دهد و مشروطه را اجرا کند. سرانجام در جریان کودتای ۲۸ مرداد، دولت محمد مصدق سقوط کرد و مصدق به سه سال زندان انفرادی محکوم شد. بعد از آن به دستور محمدرضا   پهلوی، ظاهراً آزاد و به احمدآباد مصدق تبعید گردید ولی تا پایان عمر خود در آن جا تحت نظر بود.
بعد از کودتای ۲۸ مرداد، چند تن از یاران مصدق به رهبری سید رضا زنجانی، نهضت مقاومت ملی را تشکیل دادند. بعد از شکست نهضت مقاومت ملی، در سال ۱۳۳۹، فعالیت‌های جبهه ملی تحت عنوان جبهه ملی ایران توسط الله‌یار صالح، کریم سنجابی، غلامحسین صدیقی، باقر کاظمی و … مجدداً شروع شد و در راه برقراری مشروطه و آرمان‌های مصدق تلاش کرد تا این که رهبران آن دستگیرشده و با توجه به مشکلات پیش آمده و عدم اتفاق نظر با محمد مصدق در شیوه اداره جبهه ملی الله‌یار صالح سیاست صبر و انتظار را اعلام و جبهه ملی دوم تعطیل شد. در پی این تعطیلی مصدق در حالی که در تبعید بود، دستور داد تا جبهه ملی مجدداً توسط احزاب نهضت آزادی، جامعه سوسیالیست‌ها، حزب ملت ایران و حزب مردم ایران، تشکیل شود و خودش رهبری آن را بر عهده بگیرد که با مرگ مصدق، هرگز تشکیل نشد.
جبهه ملی در سال ۱۳۵۶ تحت رهبری کریم سنجابی مجدداً احیا شد و در راه برقراری دموکراسی و حکومت قانون تلاش کرد. پس از پیروزی انقلاب، مهدی بازرگان به عنوان نخست‌وزیر دولت موقت انقلاب ایران تشکیل کابینه داد و بیشتر اعضای کابینه او اعضای جبهه ملی و نهضت آزادی بودند. بعد از گروگان‌گیری در سفارت آمریکا، دولت بازرگان سقوط کرد. هنوز مدت زیادی از پیروزی انقلاب نگذشته بود که جبهه ملی به صف مخالفان جمهوری اسلامی پیوست و سرانجام در ۲۵ خرداد ۱۳۶۰، جبهه ملی تظاهراتی علیه لایحه قصاص ترتیب داد و به همین دلیل توسط روح‌الله خمینی مرتد اعلام شد. حکم ارتداد جبهه ملی باعث شد تا جبهه ملی در دهه شصت فعالیت عمومی نداشته باشد و تنها به حفظ سازمان‌های باقی مانده بپردازد.
در سال ۱۳۷۳، جبهه ملی مجدداً تحت رهبری ادیب برومند و با حضور افرادی چون علی اردلان، سید حسین موسویان، مسعود حجازی ،حسین شاه‌حسینی و پرویز ورجاوند مجدداً احیا شد. جبهه ملی مطابق اساسنامه‌اش بر جدایی دین از حکومت تأکید دارد.
برای بررسی جبهه ملی آن را به دوره‌های تاریخی تشکیل آن مانند جبهه ملی اول و … تقسیم می‌کنند.

## پیدایش
در اسفند ۱۳۲۷ محمدرضاشاه پهلوی با استناد به قانون، مجلس شورای ملی را به منظور پیشبرد اصلاحاتی که در نظر داشت منفصل کرد. سپس اقدام به تشکیل سیستم پارلمانی دو مجلسی کرد که در قانون مشروطه سال ۱۲۸۵ نوشته شده بود اما هرگز تحقق نیافته و مجلس سنا هرگز تشکیل نشده بود. در نظام پارلمانی دو مجلسی، سنا اقلیت هستند و انتظار می‌رفت که طرفدار شاه باشند. اما انتخابات عمومی مجلس شورای ملی که اکثریت بودند در تیر ۱۳۲۸ شروع شد. بر اساس چارچوب تصویب شده در قانون مشروطه ۱۲۸۵، شاه ۳۰ سناتور از ۶۰ سناتور را تعیین کرد. در مقابل انتخاب سلطنت طلبان نزدیک به شاه توسط او، و نگرانی‌ها دربارهٔ تقلب در انتخابات عمومی، محمد مصدق در ۲۴ مهر ۱۳۲۸ (۱۳ اکتبر ۱۹۴۹) از مردم درخواست اعتراض رسمی کرد. هزاران نفر از عمارت مصدق تا باغ کاخ سلطنتی راهپیمایی کردند. در آنجا، در یک نشست با وزیر امور داخله عبدالحسین هژیر، ۲۰ سیاستمدار رادیکال مخالف به رهبری محمد مصدق خواستار توقف مداخله شاه و ممانعت او از انتخابات آزاد شدند. بعد از سه روز تحصن مخالفان، آن‌ها از هژیر قول گرفتند که انتخابات به صورت منصفانه برگزار شود. در آنجا بلافاصله، کمیته ۲۰ نفره از ائتلاف جبهه ملی تشکیل شد یعنی در ۲۷ یا ۲۸ مهر ۱۳۲۸. در چند هفته بعد، انتخابات با تقلب به چالش کشیده شد و در این جریان، هژیر در ۱۳ یا ۱۴ آبان ۱۳۲۸ توسط فدائیان اسلام به قتل رسید.

## دوره‌های زمانی
اگرچه جبهه ملی ایران یک مجموعه سیاسی واحد است اما برای نام گذاری و بررسی آن از عنوان‌هایی مانند جبهه ملی اول، جبهه ملی دوم و … استفاده می‌شود.

### جبهه ملی (اول)
هیئت مؤسس جبهه ملی ۱۹ نفر بودند که عبارت‌اند از: محمد مصدق، احمد ملکی (مدیر روزنامه ستاره)، محمدحسن کاویانی، کریم سنجابی، احمد زیرک‌زاده، عباس خلیلی (مدیر روزنامه اقدام)، عمیدی نوری (مدیر روزنامه داد)، سید علی شایگان، شمس الدین امیر علائی، سید محمود نریمان، ارسلان خلعتبری (شهردار تهران سال ۱۳۳۰)، غروی، ابوالحسن حائری‌زاده، حسین مکی، مظفر بقائی، عبدالقدیر آزاد، محمدرضا جلالی نائینی (مدیر روزنامه کشور)، حسین فاطمی، مشاراعظم. (هنگام کودتای ۲۸ مرداد از این گروه تنها ۳ یا ۴ نفر با مصدق بودند. بقیه یا کنار رفتند یا آشکارا علیه جنبش ملی ایران قیام کردند و به کودتا پیوستند)
با پیوستن حزب ایران و سازمان پان ایرانیست، حزب پان ایرانیست به رهبری پزشکپور، نهضت خداپرستان سوسیالیست (جمعیت آزادی مردم ایران) به رهبری حسین راضی و محمد نخشب و حزب ملت ایران به رهبری داریوش فروهر و بعدها برخی از هواداران خلیل ملکی، جبهه ملی به صورت مهم‌ترین سازمان سیاسی ملی‌گرای ایران در جریان نهضت ملی شدن نفت درآمد.
اساسنامه جبهه ملی در اولین دوره خود به این شرح بود:
- ماده اول: جبهه ملی از هیئت مؤسس و دستجات مختلف ملی طرفدار تأمین عدالت اجتماعی و حفظ قانون اساسی تشکیل می‌شود.
- ماده دوم: مؤسسان اولیه، هیئت مدیرهٔ جبهه ملی را تشکیل می‌دهند و دستجات مختلف، هر یک نماینده‌ای تعیین می‌کنند که از اجتماع آنها هیئت مدیره شورای جبهه ملی تشکیل می‌شود و در زمان مقتضی، نمایندگان مختلف شهرستان‌ها نیز در شورا شرکت می‌کنند به شرط اینکه اعتبارنامه آنها را هیئت مدیره تصویب کرده باشد.
- ماده سوم: هدف جبهه، ایجاد حکومت ملی از طریق تأمین آزادی انتخابات و آزادی افکار است.
- ماده چهارم: در شورای جبهه ملی از مسائل مربوط به اصلاحات اجتماعی و اقتصادی، بحث و مشورت خواهد شد.
- ماده پنجم: دستجات و احزابی که بخواهند به جبهه ملی ملحق شوند، باید تقاضای خود را به صورت کتبی به جبهه ملی ارسال کنند و شرط قبول عضویت و تحقیق و صدور اعتبارنامه را آیین‌نامه جداگانه تعیین خواهد کرد.
- ماده ششم: هیچ فردی نمی‌تواند به‌طور مستقیم، عضو جبهه ملی بشود و عضویت افراد، مشروط به این است که عضو یک جمعیت وابسته به جبهه ملی باشد باشند.
- ماده هفتم: طرز اجرای این اساس‌نامه را آیین‌نامه جداگانه‌ای تعیین می‌کند که به تصویب هیئت مدیره خواهد رسید[۱۳]

پس از کودتای ۲۸ مرداد ۱۳۳۲ و دستگیری رهبران وفادار به محمد مصدق فعالیت این جبهه متوقف شد. اگرچه بعضی از فعالان آن در نهضت مقاومت ملی به مبارزه با حکومت ادامه دادند.

### نهضت مقاومت ملی
شب بعد از کودتا حزب مردم ایران جلسه‌ای تشکیل می‌دهد و از محمد مصدق اعلام پشتیبانی می‌کند. ایدهٔ اولیه ایجاد تشکلی برای مقابله با کودتا به ذهن محمد نخشب رسید و با مذاکراتی که با آیت الله زنجانی با حضور حسین شاه‌حسینی و ابراهیم کریم آبادی انجام شد توانستند قدم‌های نخست را در شرایط خفقان پس از کودتا محکم و استوار بردارند. هسته اولیه تشکیل دهنده نهضت مقاومت ملی شامل نخشب، حسین شاه‌حسینی و آیت الله سیدرضا زنجانی و ابراهیم کریم آبادی بود. پس از موافقت آیت الله زنجانی بیش از ۲۰۰ نسخه اعلامیه دست‌نویس با عنوان «نهضت ادامه دارد» تهیه و شبانه توسط آیت الله زنجانی، حسین شاه‌حسینی و عباس رادنیا در بازار، خیابان شاپور و فرعی‌های خیابان فرهنگ پخش شد. چند روز بعد آیت الله زنجانی از نمایندگان احزاب سیاسی در خواست نمود تا در جلسه‌ای در منزل ایشان شرکت نمایند.
در آن جلسه برای دعوت از نمایندگان مورد اعتماد احزاب و گروه‌های ملی و مذهبی، برای عضویت در سازمان جدید، مذاکره و تبادل نظر شد. در این جلسه، محمد نخشب (حزب مردم ایران)، خرگامی (نماینده حزب ایران)، مهندس عظیما (حزب ملت ایران)، حاج حسن قاسمیه، مهندس بازرگان، حسین شاه‌حسینی، صدر الحفاظی، احمد توانگر و مهندس وفایی حضور داشتند در این جلسه بختیار پیشنهاد داد نام نهضت مقاومت که برگرفته از مبارزات فرانسه در جنگ دوم جهانی بود بر آن نهاده شود و در تکمیل آن ناصر صدر الحفاظی پیشنهاد داد نام نهضت مقاومت ملی بر این حرکت نهاده شود.
پس از چندی به درخواست آیت‌الله زنجانی نظر حقوقی نهضت توسط عبدالله معظمی تنظیم شده و در منزل آیت الله زنجانی به تصویب اکثریت اعضا می‌رسد. نهضت مقاومت ملی در روزهای بعد توانست با بررسی و تحلیل رویدادهای پیش و پس از کودتای ۲۵ مرداد و نیز روزهای سرنوشت‌ساز ۲۵ تا ۲۸ مرداد ۱۳۳۲ و درک علل شکست نیروهای ملی در کودتای انگلیسی-آمریکایی، قدرت و امکانات خود را برای مبارزه به درستی ارزیابی نماید. این سازمان اعتقاد داشت که استراتژی استعمارگران در زمینه اجرای کودتا مبتنی بر اهداف زیر است:
1. اهداف کوتاه مدت براندازی دولت محمد مصدق، بازگردانیدن محمد رضا شاه و دوام سلطنت، تضمین سلطه آمریکا و انگلستان و تصویب قرارداد کنسرسیوم.
2. اهداف دراز مدت سرکوب نهضت ملی ایران و ریشه کن ساختن آن به نحوی که تجربه ایران در هیچ کشور صادرکننده نفت تکرار نشود تا منافع اقتصادی و استراتژیک نفت در آینده مورد مخاطره قرار نگیرد.

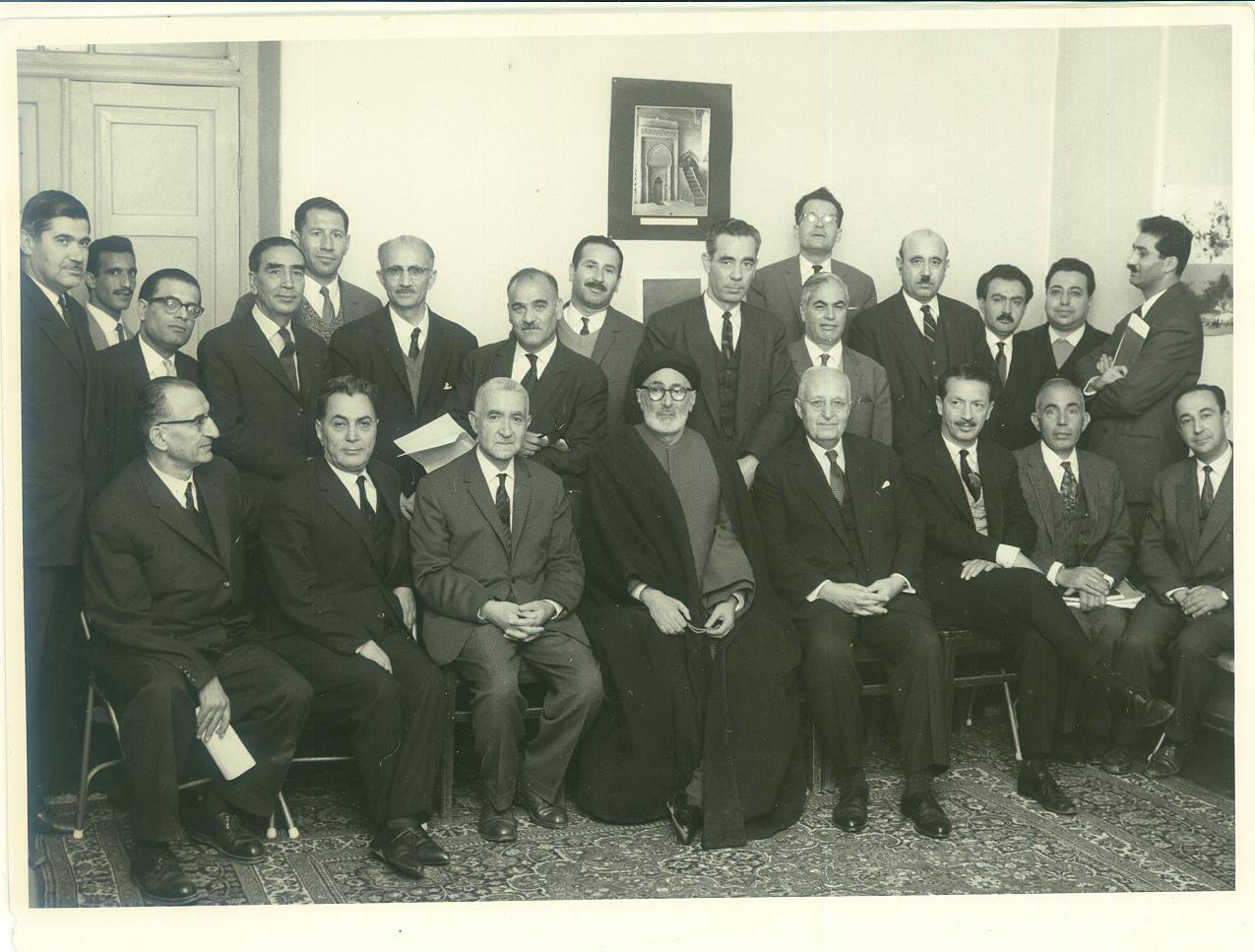
تصویر جمعی از اعضای شورای مرکزی جبهه ملی دوم

تعدادی از فعالان جوان جبهه ملی در سازمان مخفی و نوبنیاد نهضت مقاومت ملی با همگامی اعضای حزب مردم ایران (نخشب) عضویت داشتند و پس از اندک مدتی حزب ایران و حزب پان ایرانیست بدان پیوستند و نمایندگان احزاب ملی (حزب ایران، حزب مردم ایران، حزب ملت ایران و حزب سوسیالیست - خنجی و مسعود حجازی) و نمایندگان بازار و دانشگاه تهران اعضای کمیته مرکزی را انتخاب کرده و سپس ساختار تشکیلاتی نهضت را به تصویب رسانید.
این نهضت که در برنامه‌های تبلیغاتی خود پیروی از راه مصدق و آرمان‌های او را عامل تعیین‌کننده اتحاد و همبستگی مردم در جهت ادامه مبارزه علیه رژیم کودتا می‌دانست اهدافش را به شرح زیر اعلام نمود:
- ادامه نهضت ملی و اعاده حیثیت استقلال ایران و برقراری حکومت ملی
- مبارزه با حکومت‌های دست نشانده خارجی اعم از انگلیس و روس و آمریکا
- مبارزه با حکومت‌های دست نشانده خارجی و عمال فساد

### جبهه ملی دوم
با رشد نارضایتی‌ها و گشایش نسبی فضای سیاسی ایران در سال ۱۳۳۹ رهبران و اعضا و هواداران جبهه ملی دوباره فعالیت سیاسی خود را با ایجاد هیئت مؤسسی نفره و در منزل الله‌یار صالح از سر گرفتند.

جبهه ملی در سال ۱۳۴۱ نخستین و بزرگ‌ترین کنگره خود را برگزار نمود. ریاست کنگره با الله‌یار صالح بود. از برگزیدگان این کنگره می‌توان به کاظم حسیبی، الله‌یار صالح، کریم سنجابی، اصغر پارسا، شاپور بختیار، غلامحسین صدیقی، داریوش فروهر، مهدی بازرگان و سیدمحمود طالقانی اشاره داشت. پس از تلاش فعالان جبهه ملی برای برگزاری تظاهرات اعتراض آمیز در روز ششم بهمن ماه سال ۱۳۴۱ در اعتراض به برنامه همه‌پرسی انقلاب سفید شاه و ملت، جمعی از اعضای جبهه ملی دستگیر شدند.
در بهمن ماه ۱۳۴۲ و در پی صدور اعلامیه «اصلاحات آری، دیکتاتوری نه»، اکثریت اعضای شورای مرکزی و تمامی هیئت اجرایی در اعتراض به اصلاحات معروف به «انقلاب سفید» از سوی محمدرضاشاه به زندان افتادند. این دستگیری‌ها با ممنوعیت فعالیت جبههٔ ملی همراه گردید. از اوایل سال ۱۳۴۳ مبادله نامه‌هایی بین محمد مصدق و رهبران جبهه ملی بر سر ساختار تشکیلاتی جبهه، به استعفای شورای مرکزی و اعلام انحلال جبهه ملی دوم انجامید.
در این دوره جبهه ملی در انتخابات‌های زمستانی و تابستانی دوره بیستم مجلس شرکت کرده ولی فقط به الله‌یار صالح اجازه حضور در مجلس داده شد. همچنین مذاکرات بین شاه و رهبران جبهه ملی برای همکاری با شاه صورت گرفت که به دلیل عدم قبولی شرایط جبهه ملی در خصوص عدم دخالت شاه در حکومت به انجامی نرسید.

### جبهه ملی سوم
پس از آن کوشش‌هایی برای احیای جبهه ملی صورت گرفت که گاه به جبهه ملی سوم معروف است. مصدق با ادامه تماس با نیروها و احزاب نهضت ملی تصمیم گرفت به آنان در برپایی جبهه جدیدی به رهبری خودش یاری دهد. به سبب تحت نظر بودن مصدق در احمدآباد و زندانی بودن تعدادی از رهبران نهضت مقاومت ملی مثل بازرگان، سحابی، طالقانی و… و مراقبتهای شدید امنیتی، انجام ملاقات برای سازماندهی و تدوین اساسنامه جبهه ملی سوم با مشکلات فراوانی مواجه بود با همه این دشواری‌ها اساسنامه جبهه ملی سوم در اوایل سال ۱۳۴۴ ه‍.ش تدوین و مورد موافقت مصدق قرار گرفت. کاظمی از سوی مصدق مأمور شد اساسنامه تهیه شده برای جبهه ملی را اجرایی نماید. بدین ترتیب جبهه ملی سوم در هفتم مرداد ماه ۱۳۴۴ با شرکت نهضت آزادی ایران، جامعه سوسیالیستها، حزب ملت ایران و حزب مردم ایران تشکیل شد و موجودیتش را رسماً اعلام کرد و مصمم گردید با رفع نقایص گذشته بار دیگر به فعالیت سیاسی اپوزیسیون در ایران تحرکی دوباره ببخشد. اما سه هفته بعد از آن گروه خلیل ملکی و اعضای رهبری حزب سوسیالیست  خنجی و حجازی، بازرگان، و جمعی از یارانش، فروهر از حزب ملت ایران، سامی و راضی از حزب مردم ایران پس از برگزاری سومین جلسه جبهه ملی سوم دستگیر و روانه زندان شدند و بدین سان جبهه ملی سوم پیش از تولد از دنیا رفت.
ملّیون به رهبری برومند و سنجابی با همگامی فروهر و بازرگان و سحابی و راضی به منظور داشتن حداقل هماهنگی جلساتی را به ظاهر برای صرف نهار یا شام در رستوران‌ها برگزار می‌کردند که عموماً بیش از ۵۰ نفر از افراد مؤثر سیاسی در آن حضور پیدا می‌نمودند. این جلسات در حقیقت متصل‌کننده جبهه ملی دوم و سوم به جبهه ملی چهارم در زمان انقلاب بود.

### جبهه ملی چهارم
گفتار اصلی جبهه ملی ایران(چهارم)
شروع فعالیتهای جبهه ملی را می‌توان با نامه ای که در ۲۲ خرداد ۱۳۵۶ توسط کریم سنجابی، داریوش فروهر و شاپور بختیار به شاه نوشته شد دانست. رهبران جبهه ملی در این نامه از شاه خواستند که برای نجات کشور به حکومت استبدادی پایان داده، به اصول مشروطیت تمکین کند. طبق سخنان کریم سنجابی و نیز شاپور بختیار،

#### اتحاد برای نیروهای جبهه ملی ایران
پس از این نامه میلیون برای شروع فعالیتهای خود اقدام به تشکیل گروهی بنام اتحاد برای نیروهای جبهه ملی ایران کردند که شامل منفردین و احزابی مانند حزب مردم ایران، جامعه سوسیالیست‌های ایران (وابسته به نهضت ملی)، حزب ایران و حزب ملت ایران بود.
بعد از آن جبهه ملی فعالیت‌های در آبان سال ۱۳۵۶ با نام اتحاد نیروهای ملی تیر ۱۳۵۷ با عنوان «جبهه ملی ایران» ادامه داد.

#### شورای مرکزی جبهه ملی چهارم (شورای مؤسس)
پس از تشکیل جبهه ملی و ایجاد شورا مرکزی کاظم حسیبی بعنوان رئیس شورای مرکزی و ولی‌الله شهاب فردوس به عنوان نائب رئیس و عبدالکریم انواری به عنوان دبیر شورا انتخاب شدند. ریاست هیئت اجرایی با کریم سنجابی بوده و وی به عنوان رهبر جبهه ملی شناخته شد.
در سال ۱۳۵۷ جبهه ملی ایران در مصوبه ای اعلام کرد که دریافت هر گونه حکم نخست‌وزیری از شاه برای اعضا ممنوع می‌باشد. سنجابی که عازم کانادا بود تا در کنگره جهانی حقوق بشر شرکت کند به دلیل مشکلات به وجود آمده در راه کانادا به پاریس رفته و با توجه به هماهنگی‌های قبلی با هیئت اجرائی با روح‌الله خمینی دیدار کرد. وی پس از چند جلسه دیدار با خمینی، بدون هماهنگی قبلی با هیئت اجرایی، طی یک بیانیه حکومت سلطنتی را پایان یافته دانسته و خواهان تغییر رژیم بر اساس مراجعه به آراء مردم و لزوم برقراری دموکراسی بر اساس موازین اسلام و دموکراسی و استقلال شد.
متن بیانیه اعلام مواضع سنجابی بدین شرح است:
بسمه تعالی
یکشنبه چهارم ذیحجه ۱۳۹۸ مطابق با چهاردهم آبانماه ۱۳۵۷
1. سلطنت کنونی ایران با نقض مداوم قوانین اساسی و اعمال ظلم و ستم و ترویج فساد و تسلیم در برابر سیاست بیگانه فاقد پایگاه قانونی و شرعی است.
2. جنبش ملی اسلامی ایران با وجود بقای نظام سلطنتی غیرقانونی، با هیچ ترکیب حکومتی موافقت نخواهد کرد.
3. نظام حکومت ملی ایران باید بر اساس موازین اسلام و دموکراسی و استقلال به وسیله مراجعه به آراء عمومی تعیین گردد.

 کریم سنجابی
این بیانیه که به بیانیه سه ماده‌ای مشهور شد، در هیئت اجرائی و شورای مرکزی جبهه ملی نیز به تصویب رسید و عملاً رای جبهه ملی به اتمام سلطنت و تغییر رژیم بود.
پس این ماجرا  شاه با دستگیری رهبران جبهه ملی اقدام به دیدار با آنان جهت قبولی پست نخست‌وزیر می‌کند که مورد قبول آنان قرار نمی‌گیرد و سرانجام شاپور بختیار، که خطر روحانیون را بیشتر از خطر نظامیان می‌دانست، پست نخست‌وزیری را قبول می‌کند که متعاقب این عمل هیچ‌کدام از اعضای جبهه ملی حاضر به همکاری با وی نمی‌شوند.
پس از آن شورای مرکزی جبهه ملی رای به برکناری شاپور بختیار از جبهه ملی ایران می‌دهند

#### انقلاب
پس از انقلاب تعدادی از اعضای جبهه ملی در کابینه دولت موقت بازرگان عضو می‌شوند اما فقط از کریم سنجابی جهت عضویت در شورای انقلاب دعوت می‌شود که وی این پیشنهاد را رد می‌کند.

#### انشعاب و ائتلاف
پس از اندک زمانی یعنی در اسفند ۱۳۵۷ جامعهٔ سوسیالیست‌ها به جبهه دموکراتیک ملی به رهبری متین دفتری پیوست و بعد از آن در خرداد ۱۳۵۸ حزب ملت ایران به دبیر کلی داریوش فروهر از جبهه ملی خارج شد.
بعد از این انشعابات ابوالحسن صدیقی و اصغر پارسا مجدداً همکاری خود را با جبهه ملی آغاز کرده و در اساسنامه تغییراتی اعمال می‌شود بدین صورت که جبهه ملی دارای دو هیئت رهبری و اجرائی جهت اداره خود گردید. این اساسنامه جدید اساسنامه‌ای جدید تحت نظر نصرت‌الله امینی، علی اشرف منوچهری، مسعود حجازی، مهرداد ارفع زاده، عبدالکریم انواری و با توجه به نظرات صدیقی نوشته شد.
 در این هیئت رهبری نیز کریم سنجابی به عنوان رئیس و در هیئت اجرایی هم مسعود حجازی به عنوان مسئول انتخاب شد. .
در این دوران نشریه پیام جبهه ملی به مدیر مسئولی مهدی آذر و سردبیری اصغر پارسا و مدیریت اجرایی حسین موسویان ارگان رسمی جبهه ملی بود.

#### فعالیت‌های سیاسی جبهه ملی پس از انقلاب
پس از خروج کریم سنجابی و علی اردلان کابینه این مجموعه در تضاد با روال رسمی حکومت قرار گرفت به گونه ای که نه تنها با قانون اساسی تهیه شده مخالفت کرد بلکه رسماً نیز اعلام کرد که به این قانون رای نخواهد داد و درخواست کرد که این همه‌پرسی توسط مردم رد شود.
از سوی دیگر جبهه ملی از معدود گروه‌هایی بوده که که با گروگان‌گیری در سفارت ایالات متحده آمریکا در آن زمان مخالفت کرد.
جبهه ملی در اولین انتخابات مجلس شورای ملی پس از انقلاب شرکت کردند. برخی که موفق به کسب آرای لازم برای ورود به مجلس شده بودند، در مجلس اعتبارنامه‌هایشان مورد تصویب قرار نگرفت یا با دستور وزارت کشور انتخابات در ان حوزه انتخابیه باطل اعلام شد.

#### اعتراض علیه لایحه قصاص و حکم ارتداد و توقف فعالیت‌های رسمی
در خرداد ۱۳۶۰ جبهه ملی در بیانیه ای به لوایح چهارگانه ارایه شده در مجلس که مهم‌ترین آنان لایحه قصاص بود اعتراض کرده و خواستار راهپیمایی عمومی در مخالفت با این لوایح گردید در پی این فراخوان روح‌الله خمینی طی فتوایی بی‌سابقه جبهه ملی را مرتد و محمد مصدق را غیر مسلم خواند. به دنبال این فتوا اعضای جبهه ملی دستگیر و زندانی شدند و به این صورت فعالیت‌های رسمی و علنی جبهه ملی تا سال ۱۳۷۲ پایان پذیرفت.
قسمتی از سخنان روح‌الله خمینی در مورد جبهه ملی در ۲۵ خرداد ۱۳۶۰:
... اینها مرتدند. جبهه ملی از امروز محکوم به ارتداد است. بله، جبهه ملی هم ممکن است بگویند که ما این اعلامیه را نداده‌ایم. اگر آمدند در رادیو امروز بعد از ظهر آمدند در رادیو اعلام کردند به اینکه این اعلامیه‌ای که حکم ضروری مسلمین، جمیع مسلمین، را غیرانسانی خوانده، این اطلاعیه از ما نبوده؛ اگر اینها اعلام کنند که از ما نبوده، از آنها هم ما می‌پذیریم…

### جبهه ملی در دهه شصت
پس از اعلام حکم ارتداد، حکومت دستگیری سران و اعضای جبهه ملی را آغاز نمود و طی یک سال اکثریت اعضای هیئت اجرایی و هیئت رهبری و شورای مرکزی جبهه ملی دستگیر شدند. سایر اعضا نیز مجبور به زندگی مخفی یا ترک ایران شدند. در گزارش در دهه ۶۰ چه گذشت در این زمینه چنین آمده است:

در سال ۱۳۶۰ عده‌ای از اعضاء شورای جبهه ملی و مسئولین آن بازداشت شدند. در اوضاع ویژه‌ای که برجامعه حاکم بود دستگیری‌ها ادامه داشت. تنی چند از رهبران تراز اول جبهه ملی مانند کریم سنجابی، مهدی آذر، مسعود حجازی، قاسم لباسچی، ادیب برومند و اصغر پارسا که زندگی مخفی را برگزیده بودند هر روز احتمال گرفتار شدن آنان وجود داشت. خسرو قشقایی عضو باسابقه جبهه ملی و از یاران نزدیک دکتر مصدق در سال ۱۳۶۱ به اتهام ارتباط با دولت آمریکا اعدام شد.

عده‌ای هم به زندان افتاده بودند که نامهای برخی از آنان چنین بود: علی اردلان عضو هیئت رهبری؛ منوچهر اطمینانی از سازمان اصناف؛ هوشنگ اعتصامی فر از کارگران؛ فرهاد اعرابی از کرج؛ حسین بیک زاده از اصناف کرج؛ ابوالفضل قاسمی دبیرکل حزب ایران که قبل از ۲۵ خرداد بازداشت شده بود؛ عباس عابدی تجریشی دبیر دبیرستانها و عضو کمیته شمیران؛ محمد شاهدی از سازمان کارمندان؛ فرهاد بیشه‌ای از سازمان جوانان؛ حسن خرمشاهی مسئول کمیته اصناف و عضو شورای مرکزی جبهه ملی (او اولین فردی بود که روز ۲۵ خرداد در میدان انقلاب بازداشت گردید)؛ مهدی غضنفری از اصناف و عضو هیئت اجرائیه جبهه ملی؛ صادق طوسی از اصناف؛ علیقلی سوزنی از بازار؛ اسدالله مبشری عضو شورای مرکزی جبهه ملی؛ سرتیپ بازنشسته ناصر مجللی عضو شورای مرکزی جبهه ملی (اولین رئیس شهربانی پس از انقلاب)؛ حسین نایب حسینی از کمیته اصناف؛ محمد یگانه مسئول کمیته کَن و از اصناف؛ صمد ملکی از کارمندان؛ کریم دستمالچی از بازار؛ پرویز ورجاوند عضو شورای مرکزی و هیئت اجرائیه. یادآوری می‌شود که در همان روز ۲۵ خرداد ۶۰ صدها نفر از اعضا و طرفداران جبهه ملی درکوچه و خیابان و بازار دستگیر شدند. زندانیان جبهه ملی محدود به نامبردگان نبودند و در شهرستانها هم گروه کثیری در زندان به‌سر می‌بردند، و با پژوهشهایی که در جریان است امید می‌رود که لیست اسامی همه زندانیان جبهه ملی در دهه شصت پیوست این گزارش گردد. درسالهای بعد (تاپایان سال ۶۳) دستگیری‌ها ادامه یافت و کریم سنجابی و مهدی آذر و قاسم لباسچی، مهدی مقدس‌زاده، و احمد مدنی ناچار به مهاجرت از ایران شدند. اصغر پارسا و مسعود حجازی نیز دستگیر گردیدند.
با وجود تمامی فشارها و دستگیری‌های افراد و اعضای جبهه ملی در دههٔ ۶۰ فعالیت جبهه ملی هرگز تعطیل نشد. در دهه ۶۰ سازمان‌های جبهه ملی ایران تحت هدایت مهدی مؤیدزاده (نماینده منتخب شورای رهبری و شورای اجرائی) به صورت غیر علنی و مخفی فعالیت نموده و همچنین ارتباط با اعضا حفظ گردید؛ اما به دلیل فشارهای وارده جبهه ملی قادر به فعالیت‌های دارای نمود خارجی نبود.
جبهه ملی که هجوم حکومت و تعطیلی خود را قطعی می‌دانست در بیست و چهارم خرداد شصت در جلسه مشترک هیئت‌های رهبری و اجرائی جبهه ملی ایران تمامی اختیارات سیاسی و تشکیلاتی جبهه ملی را به اصغر پارسا، قائم مقام هیئت رهبری ومسعود حجازی، قائم مقام هیئت اجرائیه تفویض می‌نماید تا ضمن حذف تشکیلات و ساختار جبهه ملی در برابر سرکوبی که در راه بود راهکاری اندیشیده شود.
سید حسین موسویان (فعال سیاسی) رئیس هیئت اجرایی و مسوول تشکیلات جبهه ملی در نامه سرگشاده خود به شورای مرکزی در مورد فعالیت‌های علنی و آخرین نشست شورای مرکزی در دهه ۶۰ چنین می‌نویسد:
... در تابستان سال ۶۴ اعضای باقی‌مانده شورای مرکزی در جلسه‌ای که به دعوت دانشپور نایب رئیس شورا و در منزل حسین شاه‌حسینی تشکیل گردید گرد هم آمدند و پس از بحث و گفتگوی طولانی به این جمع‌بندی رسیدند که جبهه ملی در آن شرایط که کشور درگیر جنگ گسترده با دشمن تجاوزگر خارجی است باید فقط به کار تشکیلاتی خود ادامه دهد و تا پایان یافتن جنگ برای شروع کار سیاسی منتظر بماند.

### جبهه ملی پنجم

#### آغاز فعالیت مجدد دهه هفتاد
در سال ۱۳۷۲ ادیب برومند به همراه ۱۲ نفر از اعضای باقی مانده از شورای مرکزی پیشین را جهت تشکیل جلسه شورای مرکزی دعوت کرد و جبهه ملی مجدداً فعال شد. در همین رابطه ۲ نفر از اعضای باقی‌مانده هیئت رهبری ادیب برومند و علی اردلان، ۲ نفر از اعضای هیئت اجرایی پرویز ورجاوند و سید حسین موسویان و ۲ نفر از شورای مرکزی حسین شاه‌حسینی و حسن لباسچی هیئتی مشترک را جهت اداره جبهه ملی ایجاد کردند.
پس از آن ادیب برومند به سمت رئیس شورای رهبری، پرویز ورجاوند سخنگوی جبهه ملی و مسعود حجازی رئیس هیئت اجرایی انتخاب شدند.

##### پلنوم الله‌یار صالح[۷۰][۷۱]
دومین پلنوم جبهه ملی در تاریخ خود پس از ۴۰ سال جبهه ملی ایران در ۱۳۸۲ تحت عنوان پلنوم الله‌یار صالح جهت انتخاب اعضای شورای مرکزی، نوشتن اساس‌نامه، منشور، مرامنامه، اصول و خط مشی جبهه ملی و با حضور نمایندگان سازمانها و احزاب جبهه ملی برگزار شد.
شورای مرکزی منتخب پلنوم ادیب برومند را به سمت رئیس و منوچهر ملک قاسمی را به سمت نایب رئیس نخست خود انتخاب کرد. همچنین ادیب برومند به سمت رئیس هیئت رهبری، پرویز ورجاوند (سخنگو)، سید حسین موسویان رئیس هیئت اجرایی انتخاب شدند.

#### پلنوم ۱۳۸۷ و ترمیم شورا
در سال ۱۳۸۷ انتخابات داخلی برای برگزاری پلنوم جبهه ملی برگزار شد و حدود ۱۰۰ نفر از اعضای سازمان‌ها برای شرکت در کنگرهٔ جبهه ملی انتخاب شدند با ممانعت وزارت اطلاعات این کنگره برگزار نگردید.
 با توجه به درگذشت اعضای شورای مرکزی بنا به اساسنامه جبهه ملی در مهرماه ۱۳۹۰، اردیبهشت‌ماه ۱۳۹۴ و ۱۳۹۶ و ۱۳۹۷ شورای مرکزی جبهه ملی ایران بر اساسِ اساسنامهٔ خود اقدام به ترمیمِ شورای مرکزی کرد.

#### در گذشتادیب برومندرهبر جبهه ملی و انتخابسید حسین موسویانبه عنوان رهبر جدید
به دنبال در گذشت ادیب برومند و حسین شاه حسنی و عباس امیر انتظام و چند تن دیگر از اعضای هیئت رهبری سرانجام جبهه ملی در سال ۱۳۹۶ توانست جلسه شورای مرکزی را تشکیل داده و با اضافه کردن اعضای جدید مطابق با اساسنامه، نسبت به انتخاب هیئت رئیسه شورای مرکزی و هیئت‌های رهبری و اجرایی اقدام کرد. در پی این جلسه سید حسین موسویان به عنوان رئیس شورای مرکزی و رئیس هیئت رهبری جبهه ملی ایران انتخاب گردید.

#### ترمیم اساسنامه
در اردیبهشت ۱۳۹۸ شورای مرکزی جبهه ملی طی مصوبه ای نسبت به تغییر اساسنامه جبهه ملی اقدام کرده و هیئت‌های اجرائی و رهبری در هم ادغام گردید؛ و موضوع محیط زیست و توسعه پایدار به عنوان یک اصل جدید به اساسنامه اضافه گردید

#### فعالیت‌های جبهه ملی ایران در انتخابات
جبهه ملی در برابر انتخابات‌های گوناگون در جمهوری اسلامی ایران مانند: مجلس شورای اسلامی، ریاست جمهوری، مجلس خبرگان رهبری و شورا شهر نه تنها نامزدی نداشت بلکه افرادش را از شرکت در انتخابات منع کرده و از نامزدی نیز حمایت نکرد.

#### انتخابات مجلس
جبهه ملی شرط شرکت و حضور در انتخابات دوره‌های مختلف مجلس را آزادی احزاب -آزادی بیان و آزادی مطبوعات مخالف و حذف نظارت استصوابی و … دانسته و با توجه به این موضوع در هیچ انتخاباتی اقدام به مشارکت و فعالیت نکرد.
اما از سال ۱۳۹۲ با تغییر در نگاه برخی از اعضای شورای مرکزی شامل کوروش زعیم و عیسی حاتمی و بر خلاف مصوبه شورای مرکزی در این اعضای شورای مرکزی اقدام به ثبت نام و تشویق به حضور فعال مردم در انتخابات دوره دهم مجلس مجلس شورای ثبت نام کردند که با واکنش شورای مرکزی و تکذیب شرکت جبهه ملی در انتخابات مواجه شد. این موضوع سرانجام منجر به جدایی و انشعاب گروهی از اعضای جبهه ملی و ایجاد گروهی بنام به جبهه ملی- سامان ششم به رهبری داوود هرمیداس باوند گردید.

#### انتخابات ریاست جمهوری
جبهه ملی همانند انتخابات مجلس در انتخابات ریاست جمهوری دوره‌های مختلف نامزدی نداشت و آزادی احزاب -آزادی بیان و آزادی مطبوعات مخالف و حذف نظارت استصوابی و.. را از شرایط اما با نوشتن نامه و نشر بیانیه خواسته‌های خود را به صورت علنی و عمومی از ریاست قوه مجریه درخواست کرد. تا سال ۱۳۹۲ جبهه ملی علناً از هیچ نامزدی دفاع نکرد اما در این سال اعضای گروهی که بعداً به سامان ششم معروف شدند طی بیانیه ای از حسن روحانی در برابر محمدباقر قالیباف و سعید جلیلی حمایت کرد. بعد از آن هم در سال ۱۳۹۶ بیانیه‌ای بنام حسین شاه حسینی، علی رشیدی، عباس امیرانتظام وباوند مبنی بر حمایت از حسن روحانی توسط نشر یافت که با تکذیب عباس امیرانتظام و علی رشیدی و حسین شاه حسینی تکذیب شد.

#### رفراندم
در سال ۱۳۸۱ و ۱۳۸۲ عباس امیرانتظام از هیئت رهبری جبهه ملی ایران خواستار برگزاری رفراندمی برای تعیین نوع حکومت شد و در سالهای بعد از پیشنهاد نیز از سوی جبهه ملی به همراه مواردی مانند آزادی زندانیان سیاسی، تحقق آزادی‌های اساسی و برگزاری انتخابات آزاد مجلس، و ایجاد مؤسسان قانون اساسی تکرار شد.

## انشعاب‌ها و احزاب جدا شده
جبهه ملی از ابتدای تأسیس خود همواره محل حضور سازمانها افراد و احزاب مختلف بوده که برخی به فعالیت خود در این مجموعه ادامه داده و برخی نیز جدا شده‌اند. مهم‌ترین حزب منشعب ازاین مجموعه نهضت آزادی ایران بوده است.

### نهضت آزادی ایران
نهضت آزادی ایران در سال ۱۳۴۰ به رهبری مهندس بازرگان از میان اعضای مذهبی حاضر در جبهه ملی و دانشجویان عضو انجمن‌های تأسیس شد. این حزب اگرچه خود را از پیروان مصدق و در امتداد نهضت ملی می‌داند اما در خواست عضویتش در جبهه ملی در کنگره سال ۱۳۴۱ منوط به تصفیه اعضای نهضت از افرادی گردید که در تضاد با عقاید میلیون بودند. از سوی دیگر تفاوت دیدگاهای جبهه ملی در خصوص اصلاحات ارضی و دولت علی امینی با نهضت آزادی باعث شد که اعضای نهضت بعد از توقف فعالیت‌های جبهه ملی در دوره دوم و تلاشی ناکام در جهت تشکیل جبهه ملی سوم از مجموعه جبهه ملی جدا شوند.

#### جبهه دموکراتیک ملی ایران
در سال ۱۳۵۸ و اندکی قبل از برگزاری مراسم سالگرد درگذشت مصدق توسط هدایت‌الله متین دفتری نوه مصدق و با حضور جامعه سوسیالیست‌ها (طرفداران ملکی) چریک‌های فدایی خلق تشکیل شد.
این حزب پس از سال ۱۳۶۰ به شورای ملی مقاومت ایران پیوست و با عضویت و همکاری در این شورا و پذیرش ریاست جمهوری مریم رجوی و حضور در کابینه تبعیدی وی ادامه فعالیت داد.

#### گروه بشارت
در بهمن ۱۳۵۸ به دنبال برخی از اختلافات پیش آمده غلامحسین صدیقی با ۶ نفر از اعضا (خازنی، فرهنگ، کریم آبادی، کشاورز صدر و مولوی) در بهمن ۱۳۵۸ از شورای مرکزی جبهه ملی و هیئت رهبری استعفا دادند. دکتر صدیقی در ادامه فعالیت‌ها سیاسی خود اقدام به تشکیل گروهی موسوم به بشارت کرد.

#### جبهه ملی ایران ۱۳۶۹
در سال ۱۳۶۰ گروهی به رهبری گلریز با مراجعه به وزارت کشور خواستار ثبت نام مجموعه جبهه ملی با اساسنامه پیشنهادی خود شدند که مورد موافقت وزارت کشور قرار نگرفت این گروه به جبهه ملی ۱۳۶۹ معروف شدند.

#### جبهه ملی ایران (سامان ششم)
به دنبال برگزاری انتخابات درون سازمانی جبهه ملی ایران در آبان ۱۳۹۷ جبهه ملی ایران هیئت رهبری و اجرایی جدید انتخاب کرد. مدت زمانی اندک پس از این انتخابات تعدادی از اعضای شورای مرکزی و اعضای سازمان‌های جبهه ملی از مجموعه انشعاب کرده و تأسیس جبهه ملی ایران (سامان ششم) را اعلام کردند. اعضای اصلی و شاخص هیئت جبهه ملی (سامان ششم) عبارت بودند از: هرمیداس باوند، علی رشیدی و کوروش زعیم. اندکی بعد سید حسن امین نیز که از جبهه ملی و حزب ایران اخراج شده بود به این مجموعه پیوست و به عنوان عضو هیئت اجرایی انتخاب شد. به این مجموعه موضوع انشعاب در جبهه ملی ایران مورد انتقاد واقع شد اما سخنگوی این گروه (هرمیداس باوند) اعلام کرد که سامان ششم در مقام تضاد نیست.
جمال درودی دبیر شورای مرکزی این سازمان در ۷ بهمن ۱۴۰۱ طی بیانیه اعلام کرد که با توجه به مشکلات پیش آمده در داخل مجموعه نام خود را از جبهه ملی ایران (سامان ششم) به جبهه ملی ایران و اروپا تغییر داده است و از این به بعد به همین نام فعالیت می‌کند.

## احزاب عضو در جبهه ملی ایران
- حزب ایران
- حزب مردم ایران
- حزب سوسیال دموکرات و لائیک ایران[۱۰۶]

## تشکیلات جبهه ملی
مطابق با اساسنامه، جبهه ملی دارای یک ساختار مبتنی بر دو اصل مرکزیت شورایی و دموکراسی سازمانی است.
تشکیلات جبهه ملی به قرار زیر است:
- کنگره
- مجمع عمومی مسئولان سازمان‌ها (پلنوم)
- شورای مرکزی
- هیئت رهبری-اجرائی
- کمیته‌های استان و شهرستان
- سازمان‌ها و کمیته‌های سازمانی جبهه ملی:

1. سازمان زنان
2. سازمان دانش آموزان و جوانان
3. سازمان دانشجویان
4. سازمان اساتید و دانشگاهیان
5. سازمان معلمان
6. سازمان کارگران
7. سازمان بازاریان و اصناف
8. سازمان کشاورزان و دامپروران
9. سازمان کارمندان دولت و بخش خصوصی
10. سازمان اقتصاددانان
11. سازمان مهندسان و تکنیسین‌ها
12. سازمان پزشکان و پیراپزشکان
13. سازمان حقوقدانان
14. سازمان ادیبان و هنرمندان
15. سازمان محلات
16. سازمان اصحاب رسانه
17. سازمان ورزشکاران
18. سازمان صاحبان صنایع و کارآفرینان

- سازمان‌های خارج از کشور
- هیئت بازرسی و تحقیق

## اصول عقاید و اهداف جبهه ملی ایران
اصل اول- حفظ تمامیت ارضی و یکپارچگی میهنی، استقلال سیاسی و استقرار حاکمیت ملی برخاسته از ارادهٔ عمومی ملت ایران در نظام جمهوری مبتنی بر اصول دموکراسی، حقوق بشر و حاکمیت قانون.
اصل دوم- تلاش برای تأمین و حفظ حقوق و آزادی‌های اساسی مردم ایران به‌ویژه آزادی عقیده و بیان، آزادی احزاب، انتخابات، مطبوعات و کوشش برای برقراری تساوی حقوق زن و مرد و موازین حقوق بشر.
اصل سوم- تأکید بر جدایی دین از حکومت به منظور فراهم نمودن امکان بهره‌مندی از تمامی توان ملی و مردمی جامعه ایران.
اصل چهارم- استقرار عدالت اجتماعی و بالا بردن سطح رفاه عمومی از طریق رشد تولید و افزایش اشتغال و توزیع عادلانه درآمد ملی.
اصل پنجم- صیانت از حقوق شهروندی برابر و حمایت از اعتقادات، آداب و رسوم، و فرهنگ و هنر اقوام و همهٔ مردم ایران.
اصل ششم- تقویت، پاسداری و گسترش زبان فارسی به‌عنوان زبان ملی و رسمی و مشترک ایرانیان ضمن احترام و تأکید بر محافظت از زبان‌ها و گویش‌های مختلف اقوام ایران زمین.
اصل هفتم- اتخاذ سیاست خارجی مستقل جهت حفظ مصالح و منافع ملی (موازنه منفی) و حفظ تمامیت ارضی کشور، پشتیبانی از اصول و هدف‌های منشور ملل متحد و دوستی و احترام متقابل با همه ملت‌ها و کشورها به‌ویژه کشورهای منطقه، و مخالفت با هرگونه تروریسم فردی و گروهی و دولتی.
اصل هشتم- حفاظت و حراست از محیط زیست کشور به‌ویژه نگهداری از جنگل‌ها، مراتع، رودخانه‌ها، تالاب‌ها، حیات وحش، و هوای پاک بر اساس اصول علمی و سیاست‌گذاری صحیح و کارشناسی شده.

## رهبرهای جبهه ملی ایران
- محمد مصدق (۱۳۲۸–۱۳۳۹)
- الله‌یار صالح (۱۳۳۹–۱۳۴۳)
- سید باقر کاظمی (۱۳۴۳–۱۳۴۴)
- کریم سنجابی (۱۳۵۶–۱۳۶۰)
- مهدی مؤیدزاده (۱۳۶۰–۱۳۷۳) - منتخب هیئت رهبری و اجرایی برای اداره جبهه ملی ایران پس از حکم ارتداد جبهه ملی و توقف فعالیت‌ها
- ادیب برومند (۱۳۷۳–۱۳۹۵)
- سید حسین موسویان (۱۳۹۷-اکنون)